# Kochaj ją
Kochaj ją – singel polskiej piosenkarki Agnieszki Chylińskiej z jej czwartego albumu studyjnego, zatytułowanego Never Ending Sorry. Singel został wydany 16 czerwca 2023.
Kompozycja znalazła się na 22. miejscu listy OLiA, najczęściej odtwarzanych utworów w polskich rozgłośniach radiowych.

## Geneza utworu i historia wydania
Utwór napisali i skomponowali Agnieszka Chylińska oraz Maciej Mąka, który również odpowiadał za produkcję piosenki. Piosenkarka o singlu:

Gdy wygasają zakochanie i namiętność, a my czujemy się bardziej użyci niż kochani, czas na prawdę. Prawdę często bolesną, taką, której nie chce się uznać, zobaczyć i przyjąć. Wtedy nadchodzi chwila wyboru. Możemy dalej żyć w mydlanej bańce naszych wyobrażeń, by nie musieć cierpieć. Możemy też dojrzeć, nabrać powietrza w piersi i powiedzieć NIE. Do tego potrzeba odwagi, ale też czasu i poznania siebie na tyle, by w końcu siebie [...] pokochać. W prawdzie.

Singel ukazał się w formacie digital download 16 czerwca 2023 w Polsce za pośrednictwem wytwórni płytowej Top Management w dystrybucji Sony Music Entertainment Poland. Piosenka została umieszczona na czwartym albumie studyjnym Chylińskiej – Never Ending Sorry.

## „Kochaj ją” w stacjach radiowych
Nagranie było notowane na 22. miejscu w zestawieniu OLiA, najczęściej odtwarzanych utworów w polskich rozgłośniach radiowych.

## Teledysk
Do utworu powstał teledysk w reżyserii Adama Gawendy, który udostępniono w dniu premiery singla za pośrednictwem serwisu YouTube.

## Lista utworów
- Digital download[3]

1. „Kochaj ją” – 3:55

## Notowania

### Pozycja na liście airplay
| Kraj   | Lista (2023)                   | Najwyższa pozycja |
| ------ | ------------------------------ | ----------------- |
| Polska | OLiS – oficjalna lista airplay | 22                |

## Wyróżnienia
| Rok  | Konkurs                  | Kategoria    | Rezultat    |
| ---- | ------------------------ | ------------ | ----------- |
| 2023 | Przebój roku RMF FM 2023 | Przebój roku | 49. miejsce |